# 新潟県道559号新座八箇線
新潟県道559号新座八箇線（にいがたけんどう559ごう しんざはっかせん）は、新潟県十日町市内を通る一般県道である。

## 概要
始終点、及び途中の県道74号との重複区間以外はほぼ全線が未整備の狭隘区間が続く所謂険道である。

### 路線データ

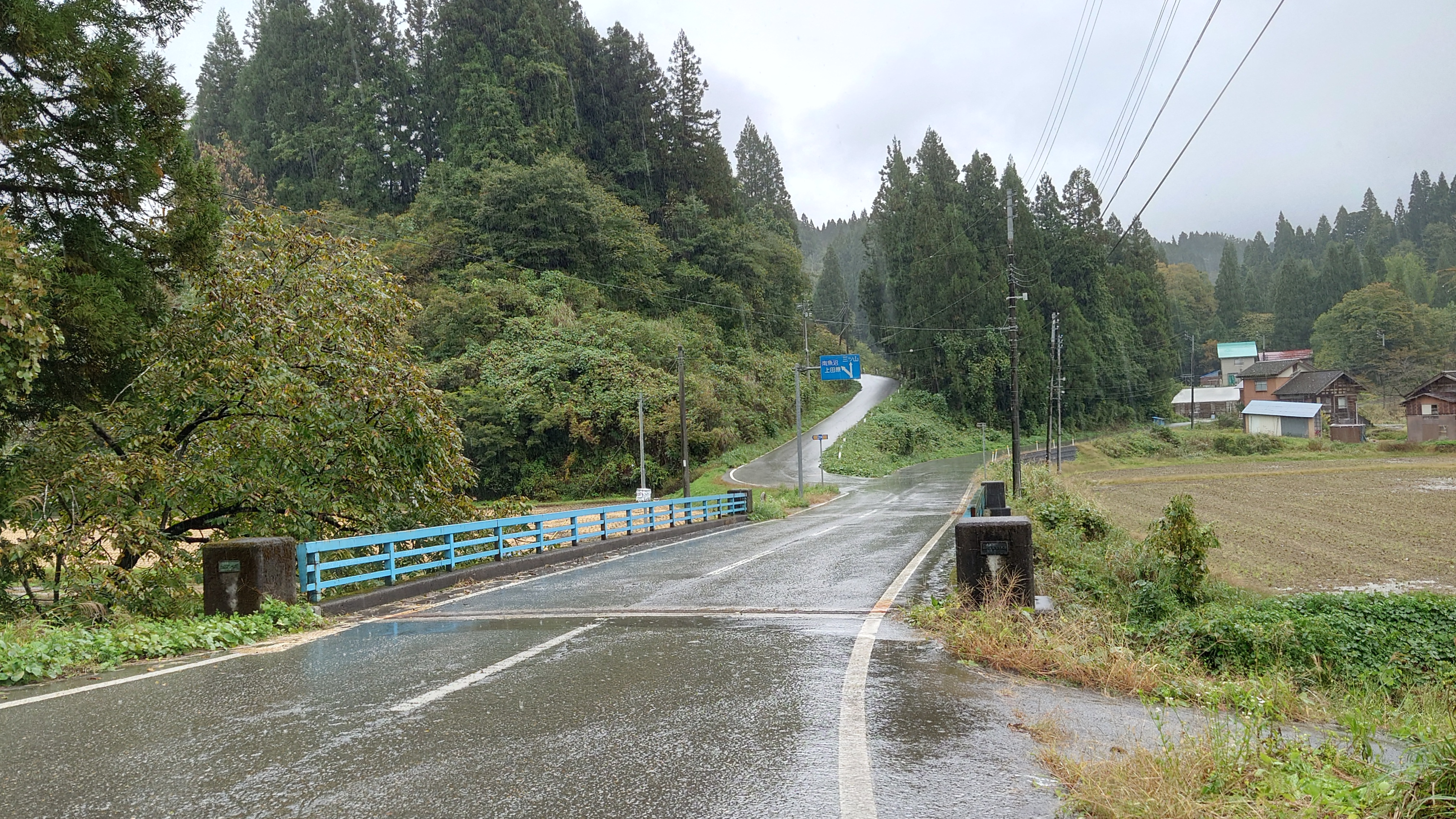
新潟県道559号始点

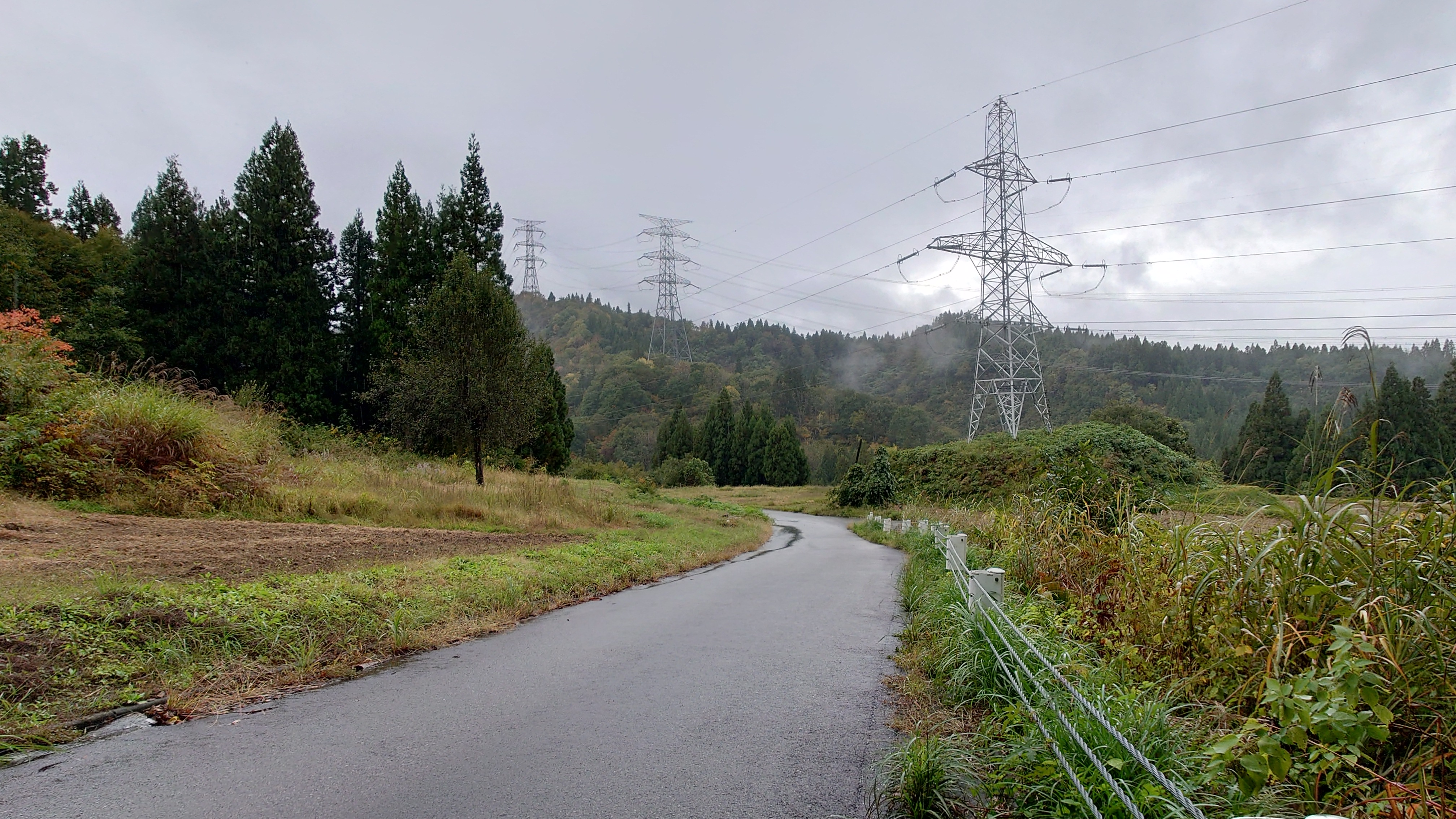
新潟県道559号山間部。送電線は中東京幹線及び南新潟幹線

- 起点：新潟県十日町市新座字元屋敷下乙（新潟県道214号城内焼野線交点）
- 終点：新潟県十日町市八箇字大久保戌（国道253号交点）

途中十日町市未甲において850mほど県道74号と重複する。

## 地理

### 通過する自治体
- 新潟県十日町市

### 接続する道路
- 新潟県道214号城内焼野線
- 新潟県道74号十日町六日町線
- 国道253号